# Tomás Brena
Tomás G. Brena (Maldonado, 1900 - Montevideo, 1988) fue un abogado, escritor y político uruguayo, integrante de la Unión Cívica del Uruguay.

## Biografía
Egresado de la Universidad de la República con el título de abogado.
En 1946 fue elegido diputado por Montevideo. Electo nuevamente en 1950 y 1954. En las elecciones de 1958 integra la lista de candidatos al Consejo Nacional de Gobierno, y es electo Senador.
En 1962 participa en la fundación del Partido Demócrata Cristiano del Uruguay.
Fue presidente del directorio del Banco de Previsión Social.
En el ámbito periodístico, fue director del periódico católico El Bien Público.
Al final de su vida política, en 1983 integra la Comisión de Derechos Humanos, conjuntamente con Horacio Terra Gallinal, Rodolfo Canabal, Luis Hierro Gambardella, Adela Reta, Manuel Flores Mora, Eduardo Jaurena, Francisco Ottonelli y Alberto Zumarán; la misma denunció múltiples abusos a los derechos humanos en la dictadura cívico-militar que dos años después finalizaría. También participa en el histórico Acto del Obelisco.
Utilizó los seudónimos 'Don José', 'Marco Venicio' y 'TGB' para publicar artículos en los diarios.

## Obras
- Tomás G. Brena Unión Internacional de Estudios Sociales. Consejo superior de los círculos católicos de obreros del Uruguay (1937). Código Social de Malinas. Montevideo: Mosca Hnos.
- Religión, política y gnosticismo, Montevideo, 1965.
- Exploración estética, estudio de ocho poetas uruguayos, 1974.
- Exploración estética, estudio de 12 poetas de Uruguay y 1 de Argentina,
- La primera ley de asignaciones familiares, 10 años de lucha por su consagración, 1933-1943, 1977.
- El pensamiento y la Acción Social de los Católicos en el Uruguay, Barreiro y Ramos, Montevideo, 1980.